# راهدار (دیر)
راهدار یک روستا در ایران است که در دهستان آبدان شهرستان دیر واقع شده‌است.